# Żukojnie (gmina)
Żukojnie (do 1926 Aleksandrowo) – dawna gmina wiejska istniejąca w latach 1926–1939 na obszarze woj. wileńskiego (obecnie na Białorusi). Siedzibą gminy były Żukojnie Strackie.
Gmina Żukojnie powstała 9 lutego 1926 roku w powiecie święciańskim w woj. wileńskim, w związku z przemianowaniem gminy Aleksandrowo na Żukojnie. 11 kwietnia 1929 roku do gminy Żukojnie przyłączono części obszaru gmin Łyntupy i (zniesionej) Michałowo, natomiast części obszaru gminy Żukojnie włączono do gmin Kiemieliszki i Janiszki.
Po wojnie obszar gminy Żukojnie wszedł w struktury administracyjne Związku Radzieckiego.